# Ritos finais

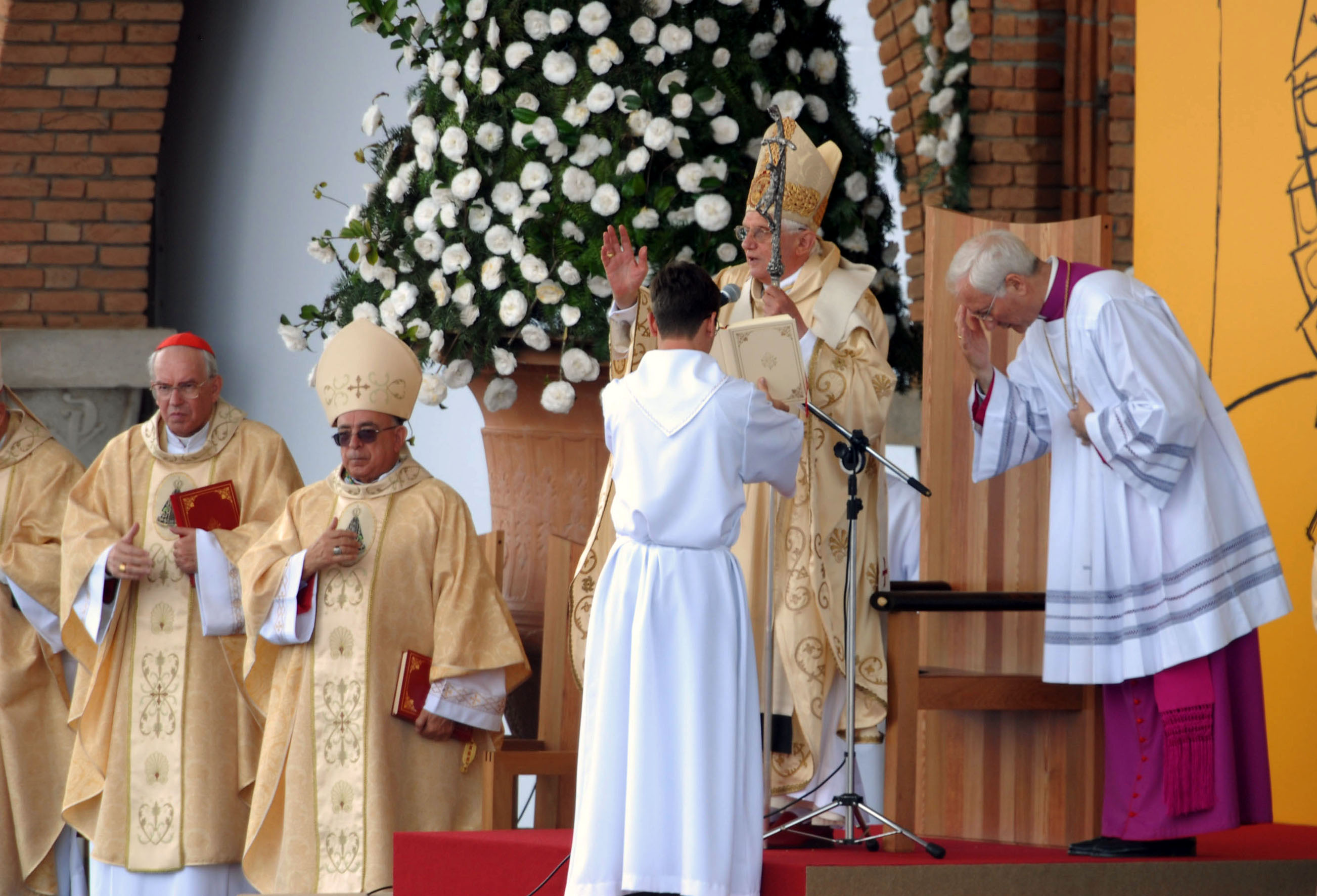
Momento em que o Papa Bento XVI concede a bênção aos fiéis, durante missa na Basílica de Aparecida em 13 de maio de 2007

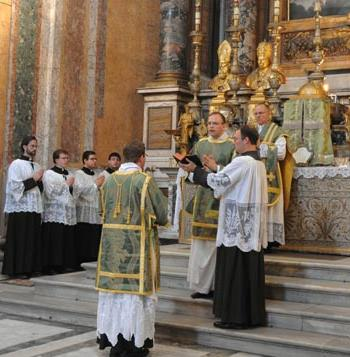
Momento da despedida na Missa Tridentina Ite Missa est -

Os ritos finais constituem a quarta parte da missa católica. Esta parte da Celebração recorda aos fiéis que a missa acabou mas a missão continua.

## Procedimento litúrgico
Logo após a "Oração depois da Comunhão", são dados os avisos pelo presidente da Celebração, pelo comentarista ou por outro leigo. Se for oportuno, o Diácono ou o próprio Sacerdote exclama ao povo: "Inclinai-vos para receber a Bênção!" Em seguida, o presidente profere a "Bênção Comum" ou "Bênção Solene", o Diácono e os concelebrantes beijam o altar em sinal de respeito, enquanto se entoa o "Canto Final" e também saem os envolvidos (Ministros da Eucaristia, Cerimoniários e Coroinhas) na Celebração por meio da vênia ou da procissão de saída, podendo acontecer que o presidente e os concelebrantes aspergem a água no povo.